# Mottó (heraldika)
A mottó egy szöveg, amely a címerben legtöbbször a címerpajzs alatt lévő lebegő szalagon található meg. A szövege valószínűleg a csatakiáltásból ered. Egy mottó nyelve bármilyen lehet. A latin, és kisebb mértékben a francia rendkívül gyakori, mert mindkettő volt jelentős nemzetközi nyelv a mottó kialakulásának időszakában. A helyi nyelv szokásos az országok mottóiban, de természetesen a címerekben is.

## Elhelyezkedése
A címertanban a mottót majdnem mindig egy szalagon festik le a címer alatt. A skót címertanban a mottó a pajzs fölött van.
Az angol és a skót címertanban mottót nem adományoznak címerpajzzsal együtt, a tulajdonosok átvehetik és tetszés szerint megváltoztathatják.

## Tartalma
A magyar címertanban valószínűleg a csatakiáltásból ered. A mottó egy szójátékot is tartalmazhat. A leglényegesebb tulajdonsága az, hogy rövid. (Ez valószínűsíthetően a címer általános helyhiányával magyarázható.)

## Nyelve
Magyarországon gyakori a latin nyelvű jelmondat, de eléggé sok magyar nyelvű is van. Somerset grófjának mottója angolszász nyelvű; a Dél-Cambridgeshire-é Angliában hollandul van.

## Fordítás
- Ez a szócikk részben vagy egészben  a   Motto#Heraldry című angol Wikipédia-szócikk fordításán alapul.  Az eredeti cikk szerkesztőit annak laptörténete sorolja fel. Ez a jelzés csupán a megfogalmazás eredetét és a szerzői jogokat jelzi, nem szolgál a cikkben szereplő információk forrásmegjelöléseként.